# Tolpia peniculus
Tolpia peniculus là một loài bướm đêm thuộc họ Erebidae. Nó được tìm thấy ở miền bắc Sumatra.
Sải cánh dài 14–16 mm. Cánh dưới khá ngắn và màu nâu đậm. Phía dưới nâu đồng nhất.